# Virslīga (2017)
Sezon 2017 był 26. edycją Virslīgi – najwyższej klasy rozgrywkowej na Łotwie. Sezon rozpoczął się 10 marca, a zakończył 4 listopada 2017.
Tytułu broniła drużyna FK Spartaks Jurmała, po zakończeniu sezonu obroniła mistrzostwo. Po zakończeniu poprzedniego sezonu z ligi spadła drużyna BFC Daugavpils, a w jej miejsce awansował zespół SK Babīte. Drużyna FK Metta zajmując siódme miejsce w sezonie 2016, po wygranych meczach w barażach utrzymała się w lidze.
22 czerwca 2017 roku zespół SK Babīte został usunięty z ligi po tym, jak Łotewska Federacja Piłki Nożnej otrzymała powiadomienie od systemu wykrywania oszustw bukmacherskich UEFA. Wszystkie mecze tej drużyny zostały unieważnione i nie były liczone do klasyfikacji.
Rozgrywki prowadzono systemem kołowym, w którym każda drużyna grała z każdą po cztery razy. Zespół, który zajął siódme miejsce na koniec sezonu, musiał zmierzyć się z wicemistrzem 1. Līgi w barażach o udział w następnym sezonie Virslīgi.

## Drużyny
| Uczestnicy poprzedniej edycji                                                                                 | Uczestnicy poprzedniej edycji | Uczestnicy poprzedniej edycji | Uczestnicy poprzedniej edycji |
| --- | ----------------------------- | ----------------------------- | ----------------------------- |
| SPJ | Spartaks Jūrmala              | 1                             |                               |
| FKJ | FK Jelgava                    | 2                             |                               |
| FKW | FK Ventspils                  | 3                             |                               |
| MEL | FK Lipawa                     | 4                             |                               |
| BAR | Riga FC                       | 5                             |                               |
| RFS | Rīgas Futbola skola           | 6                             |                               |
| MLR | FS METTA/LU Ryga              | 7                             |                               |
| Awans z 1. līgi (2016)                                                                                        |                               |                               |                               |
| BAB | SK Babīte                     | 1                             |                               |
| Oznaczenia: - kolumna pierwsza – skróty nazw drużyn, - kolumna trzecia – miejsce zajęte w poprzednim sezonie. |                               |                               |                               |

## Tabela
| Lp. | Drużyna             | M  | Z  | R | P  | Bramki | Bramki | Różn. | Pkt | Uwagi                                        | Bezpośrednio                              |
| --- | ------------------- | -- | -- | - | -- | ------ | ------ | ----- | --- | -------------------------------------------- | ----------------------------------------- |
| 1   | Spartaks Jūrmala    | 24 | 14 | 4 | 6  | 36     | 26     | +10   | 46  | Liga Mistrzów UEFA • II runda kwalifikacyjna |                                           |
| 2   | FK Lipawa1          | 24 | 11 | 4 | 9  | 32     | 25     | +7    | 37  | Liga Europy UEFA • I runda kwalifikacyjna    | MEL: 4 pkt, różn. +1 BAR: 1 pkt, różn. -1 |
| 3   | Riga FC             | 24 | 10 | 7 | 7  | 28     | 20     | +8    | 37  | Liga Europy UEFA • I runda kwalifikacyjna    | MEL: 4 pkt, różn. +1 BAR: 1 pkt, różn. -1 |
| 4   | FK Ventspils        | 24 | 9  | 8 | 7  | 32     | 22     | +10   | 35  | Liga Europy UEFA • I runda kwalifikacyjna    | FKW: 3 pkt, różn. 0 RFS: 3 pkt, różn. 0   |
| 5   | Rīgas Futbola skola | 24 | 11 | 2 | 11 | 29     | 31     | −2    | 35  |                                              | FKW: 3 pkt, różn. 0 RFS: 3 pkt, różn. 0   |
| 6   | FK Jelgava          | 24 | 8  | 5 | 11 | 22     | 30     | −8    | 29  |                                              |                                           |
| 7   | FS METTA/LU Ryga    | 24 | 3  | 6 | 15 | 21     | 46     | −25   | 15  | Baraże o Virslīgę                            |                                           |
| 8   | SK Babīte           | 0  | 0  | 0 | 0  | 0      | 0      | 0     | 0   | Spadek do 1. līgi                            |                                           |

### Baraże o Virslīgę
| 16 listopada 2017 | AFA Olaine · Əsgərov 21' | 1:1 | FS METTA/LU Ryga · Emsis 7' |  |
|                   |                          |     |                             |  |

| 20 listopada 2016 | FS METTA/LU Ryga · Emsis 3' · Fjodorovs 12' (32) | 3:1 | AFA Olaine · Əsgərov 90' |  |
|                   |                                                  |     |                          |  |

## Wyniki

### Pierwsza część sezonu
| Gospodarz \ Gość    | BAB | FKJ | MEL | MLR | RFS | BAR | SPJ | FKW |
| SK Babīte           |     |     |     |     |     |     |     |     |
| FK Jelgava          |     |     | 1:2 | 2:0 | 1:1 | 0:3 | 1:2 | 1:0 |
| FK Lipawa           |     | 3:0 |     | 0:1 | 0:1 | 0:1 | 1:3 | 1:0 |
| FS METTA/LU Ryga    |     | 1:3 | 1:3 |     | 3:1 | 0:0 | 2:4 | 1:1 |
| Rīgas Futbola skola |     | 0:1 | 2:0 | 3:2 |     | 0:1 | 2:1 | 4:2 |
| Riga FC             |     | 1:0 | 0:2 | 2:2 | 3:0 |     | 1:1 | 0:0 |
| Spartaks Jūrmala    |     | 1:1 | 1:1 | 1:0 | 2:0 | 2:0 |     | 0:0 |
| FK Ventspils        |     | 1:2 | 1:1 | 2:0 | 1:0 | 0:0 | 4:0 |     |

Źródło: 
Objaśnienia:
1Drużyna gospodarzy jest wymieniona po lewej stronie tabeli.
Kolory: zielony – zwycięstwo gospodarzy, żółty – remis, różowy – zwycięstwo gości.

### Druga część sezonu
| Gospodarz \ Gość    | BAB | FKJ | MEL | MLR | RFS | BAR | SPJ | FKW |
| SK Babīte           |     |     |     |     |     |     |     |     |
| FK Jelgava          |     |     | 1:3 | 1:1 | 1:0 | 1:2 | 1:2 | 0:1 |
| FK Lipawa           |     | 0:1 |     | 1:0 | 2:0 | 2:1 | 1:2 | 1:1 |
| FS METTA/LU Ryga    |     | 0:0 | 2:5 |     | 2:0 | 0:2 | 0:2 | 2:2 |
| Rīgas Futbola skola |     | 3:0 | 1:2 | 1:0 |     | 1:1 | 1:0 | 2:4 |
| Riga FC             |     | 2:2 | 2:1 | 4:0 | 0:1 |     | 0:1 | 0:2 |
| Spartaks Jūrmala    |     | 0:1 | 2:0 | 3:1 | 1:3 | 2:0 |     | 0:3 |
| FK Ventspils        |     | 1:0 | 0:0 | 3:0 | 1:2 | 0:2 | 2:3 |     |

Źródło: 
Objaśnienia:
1Drużyna gospodarzy jest wymieniona po lewej stronie tabeli.
Kolory: zielony – zwycięstwo gospodarzy, żółty – remis, różowy – zwycięstwo gości.

## Najlepsi strzelcy
| Bramki | Zawodnik           | Drużyna             |
| ------ | ------------------ | ------------------- |
| 12     | Jewgienij Kozłow   | FK Spartaks Jurmała |
| 12     | Artūrs Karašausks  | FK Liepāja          |
| 10     | Adeleke Akinyemi   | FK Ventspils        |
| 9      | Tosin Aiyegun      | FK Ventspils        |
| 8      | Bogdan Vaštšuk     | Riga FC             |
| 7      | Mārcis Ošs         | FK Jelgava          |
| 7      | Daniils Ulimbaševs | Rīgas Futbola skola |

Źródło: